# Артария (издательство)
«Артария» (нем. Artaria & Co.) — название художественного и музыкального магазина и в то же время нотоиздательской фирмы в Вене, существовавшей с 1770 по 1932 годы. Основана и принадлежала членам семьи Артария (Артариа). Считалась одной из крупнейших в Вене в конце XVIII — начале XIX века, играя важную роль в качестве издателя произведений искусства, карт и особенно музыки.

## История
Фирма была основана в 1769 (по другой информации в 1770) году выходцами из Италии Карло Артария (Carlo Artaria; 1747—1808) и его двоюродными братьями Франческо, Игнацио и Паскуале, которые переселились в Австрию в 1750 году. Первоначально это был книжный магазин в Майнце (Giovanni Artaria & Co.) Это отделение было закрыто в 1793 году и переведено в Мангейм, где братья Паскуале открыли самостоятельную фирму «Доменико Артария» (позже «Артария и Фонтень»). Первоначально венское издательство выпускало гравюры и географические карты, а с 1778 года расширило сферу деятельности на музыку — впервые применив в Австрии печатание с цинковых досок. В середине 1780-х годов не выдержала конкуренции с фирмой итальянских братьев Кристоф Торричелла: в результате состоявшегося 12 августа 1786 года общественного аукциона большинство клише отошли к Артарии. С 1793 года венское издательство пополнилось двумя компаньонами — Джованни Каппи (Giovanni Cappi) и Транквилло Молло (Tranquillo Maria Laurentio Mollo; 1767—1837). Каппи через три года вышел из фирмы и основал типографию под своим собственным именем, а в 1801 году его примеру последовал и Молло.
Фирма Artaria & Co. была тесно связана с Людвигом ван Бетховеном: она опубликовала его первые опусы. Так, 19 мая 1795 года был заключён договор на издание первого номерного произведения композитора. Благодаря этому вышли в свет Три трио для фортепиано, скрипки и виолончели (Op. 1), экземпляры которых продавались по подписке. По поводу этого опуса и следующего — трёх фортепианных сонат (Op. 2) — издательство поместило в марте 1796 года в «Венской газете» следующую заметку: «Так как предыдущие произведения композитора, уже распространённые в публике, три фортепианные трио, имели очень большой успех, то можно ожидать того же от этого произведения, тем более, что в нём, кроме достоинств композиции, ясно выражена сила, которой славится Бетховен как пианист, и мягкость, которой отличается его игра». В 1801 году композитор создал Струнный квинтет до мажор (Op. 29), посвящённый графу Морису фон Фрису. Один экземпляр был передан лейпцигскому издательству Breitkopf & Härtel, а второй через Фриса попал в «Артарию». Бетховен стремился к тому, чтобы квинтет увидел свет в Лейпциге, по причине чего с венским издательством возник конфликт, так как, по его мнению, в их версии оказалось немало ошибок. 22 января 1803 году Бетховен опубликовал в «Венской газете» следующее обращение: «Я уже уведомил публику, что квинтет мой в C-dur появился у Брейткопфа и Хертеля в Лейпциге; вместе с тем должен заявить, что я не причастен к изданию этого квинтета, выпущенному одновременно господами Артариа и Молло в Вене. Я вынужден прибегнуть к этому уведомлению главным образом по той причине, что издание это полно ошибок, опечаток и для исполнения негодно…» Однако позже сотрудничество было возобновлено и композитор поддерживал контакты не только с издательством, но и с семейством Артария. В конце XVIII — начале XIX века нотная компания считалась одной из крупнейших в Европе и печатала многие сочинения Йозефа Гайдна, Вольфганга Амадея Моцарта, Бетховена, Франца Шуберта и других известных композиторов.